# Přímá a nepřímá úměrnost

Přímá a nepřímá úměrnost

Úměrnost je v matematice závislost, která zachovává konstantní poměr (přímá úměrnost) nebo součin (nepřímá úměrnost) dvou veličin. V běžném životě i ve fyzikálních zákonech se jedná o nejběžnější funkční závislosti.

## Přímá úměrnost

Graf přímé úměrnosti pro různé hodnoty koeficientu přímé úměrnosti.

Přímá úměrnost je každá závislost jedné veličiny {\displaystyle y} na druhé veličině {\displaystyle x}, která zachovává jejich poměr, tzn. která splňuje, že kolikrát se zvětší {\displaystyle x}, tolikrát se zvětší {\displaystyle y}.
Toto platí právě tehdy, existuje-li reálné číslo různé od nuly {\displaystyle k}, pro které platí
{\displaystyle y={k\cdot x}}
Toto číslo {\displaystyle {k}} se nazývá koeficient přímé úměrnosti (popř. konstanta přímé úměrnosti).

### Příklady přímé úměrnosti
- Nákup: Platba za nákup rohlíků je veličina, která je přímo úměrná množství rohlíků. Kolikrát více rohlíků zákazník nakoupí, tolikrát více za nákup zaplatí. Konstanta úměrnosti je zde cena jednoho rohlíku, zakoupení dvojnásobného množství rohlíků znamená, že se zdvojnásobí i cena nákupu.
- Vzdálenost: Vzdálenost, kterou urazí auto rovnoměrným pohybem je přímo úměrná době pohybu. Kolikrát déle auto jede, tolikrát delší vzdálenost urazí. Konstantou úměrnosti je rychlost.
- Obvod čtverce: Obvod (tj. „délka okraje“) čtverce {\displaystyle O=4a} je přímo úměrný délce jeho strany {\displaystyle a}. Kolikrát se zvětší délka strany, tolikrát se zvětší obvod čtverce. Konstantou úměrnosti je číslo 4.
- Obvod kružnice: Obvod kružnice {\displaystyle O=2\pi r} je úměrný poloměru {\displaystyle r}. Kolikrát větší bude poloměr, tolikrát delší bude obvod. Konstantou úměrnosti je číslo {\displaystyle \pi }.
  - Obsah (tzv. „plocha“) čtverce {\displaystyle S=a^{2}} sice také závisí na délce strany a obsah kružnice {\displaystyle S=\pi r^{2}} na poloměru, ale nejedná se o přímou ani nepřímou úměrnost; ovšem jejich závislost na druhé mocnině strany resp. poloměru již přímou úměrností je.
- Čas: Kolikrát více výrobků bude potřeba vyrobit (např. deset místo jednoho), tolikrát delší čas bude potřeba (např. pět hodin místo půlhodiny). Konstanta úměrnosti je čas potřebný na výrobu jednoho výrobku (např. 0.5 hodin), {\displaystyle x} určuje počet výrobků, výsledkem je celkový čas.
  - V mnoha podobných situacích nemusí počet výrobků být celočíselný: pokud vykopání jednoho metru příkopu trvá dvě hodiny, vykopání jednoho a půl metru potrvá tři hodiny.
  - Vztah (úměrnost) mezi veličinami však nebude přímou úměrností, pokud lze vyrábět několik výrobků naráz anebo najmout větší počet kopáčů.

### Vlastnosti přímé úměrnosti
Jsou-li dvě veličiny ve vztahu přímé úměrnosti, je jejich podíl (poměr) konstantní a roven konstantě této přímé úměrnosti.
Grafem přímé úměrnosti je přímka, která prochází počátkem soustavy souřadnic (bodem [0, 0]). Koeficient úměrnosti je směrnicí této přímky.

### Definiční obor
Závislosti, které lze popsat jako přímou úměrnost, mohou mít různý definiční obor, který vyjadřuje, jaké hodnoty veličiny {\displaystyle x} mají smysl. Např.
- celá kladná čísla (případně včetně nuly), pokud {\displaystyle y} je cena nákupu a {\displaystyle x} je počet kupovaných konzerv.
- Kladná čísla pouze od nuly do sta, pokud více než sto konzerv v obchodě není možno koupit.
- Celá čísla včetně záporných, pokud někteří zákazníci konzervy kupují a jiní vrací. V těchto příkladech byl koeficient úměrnosti roven ceně jedné konzervy.
- Nezáporná reálná čísla (tj. nula a kladná čísla), pokud {\displaystyle y} je dojezd automobilu v závislosti na {\displaystyle x}, množství benzínu v nádrži.
- Reálná čísla včetně záporných, pokud {\displaystyle y} je výška, o kterou automobil na svahu vystoupá, ujede-li {\displaystyle x} metrů na východ. Koeficientem je sklon svahu (ve smyslu nikoli úhlu, nýbrž směrnice, tj. např. "Stoupání 5%"), protože změna výšky závisí jak na sklonu svahu, tak na ujeté vzdálenosti.

### Záporný koeficient úměrnosti
V uvedeném příkladu s autem na svahu může {\displaystyle x} být záporné, pokud automobil popojel na západ. Koeficient úměrnosti {\displaystyle k} je záporný, pokud svah klesá k východu (tj. stoupá při cestě na západ).
Je-li záporné právě jedno z těchto čísel, bude {\displaystyle y} záporné, tj. auto nevystoupá, nýbrž klesne. Pokud je však záporné {\displaystyle x} i {\displaystyle k}, auto jízdou na západ vystoupá a {\displaystyle y} bude kladné, protože tak je násobení definováno. Ve všech těchto případech se jedná o přímou úměrnost a ve všech platí vzorec {\displaystyle y=k.x}
Přímá úměrnost s kladným koeficientem úměrnosti je tedy rostoucí funkcí: zvýšení první veličiny způsobí zvýšení i druhé ve stejném poměru, tzn. kolikrát se zvětší jedna veličina, tolikrát se zvětší i veličina druhá. (Např. čím více auto ujede na východ, tím větší výškový rozdíl získá stoupáním do kopce.)
Podobně přímá úměrnost se záporným koeficientem úměrnosti je klesající funkcí.

## Nepřímá úměrnost

Graf nepřímé úměrnosti pro různé hodnoty koeficientu nepřímé úměrnosti a pro kladné hodnoty nezávislé proměnné.

Nepřímá úměrnost je závislost jedné veličiny na druhé ve tvaru{\displaystyle y={\frac {k}{x}},}kde konstanta {\displaystyle {k}} je reálné číslo různé od nuly a nazývá se koeficient nepřímé úměrnosti či konstanta nepřímé neúměrnosti. Grafem nepřímé úměrnosti je rovnoosá hyperbola, definiční obor funkce je množina všech nenulových reálných čísel.
Funkce {\displaystyle y={k \over x}} je na intervalech {\displaystyle x\in (-\infty ;0)} a {\displaystyle x\in (0;\infty )} klesající je-li {\displaystyle k>0} a naopak rostoucí je-li {\displaystyle k<0}. Funkce není omezená shora ani zdola a je lichá, neboť je středově souměrná vůči počátku souřadnic.
Pro nepřímou úměrnost s kladným koeficientem platí, že kolikrát se zvětší jedna veličina, tolikrát se zmenší druhá veličina a naopak. Znamená to, že zvýšení první veličiny způsobí snížení druhé, případně snížení první vyvolá zvýšení druhé veličiny.

### Příklady nepřímé úměrnosti
- Čas potřebný k překonání dané pevné vzdálenosti rovnoměrným pohybem (konstantní rychlostí) je nepřímo úměrný rychlosti. Kolikrát větší rychlostí pohyb probíhá, tolikrát kratší je doba pro překonání zadané vzdálenosti.
- Čas potřebný k dokončení určitého úkolu je nepřímo úměrný počtu osob či strojů, které daný úkol zpracovávají (za předpokladu, že pracují nezávisle a se stejným výkonem). Kolikrát více pracovníků úkol plní, tolikrát kratší dobu trvá splnění úkolu.
- Velikost dílů: Kolikrát je větší počet stejných dílů na které rozdělíme dort, tolikrát budou menší jednotlivé díly (konstanta úměrnosti je 1 jako jeden díl, {\displaystyle x} je počet dílů, výsledek je velikost jednoho dílu).